# Providencia (kommun i Colombia, Nariño, lat 1,24, long -77,60)
Providencia är en kommun i Colombia.   Den ligger i departementet Nariño, i den sydvästra delen av landet, 500 km sydväst om huvudstaden Bogotá. Antalet invånare är 11 699.